# Morningstar Farms

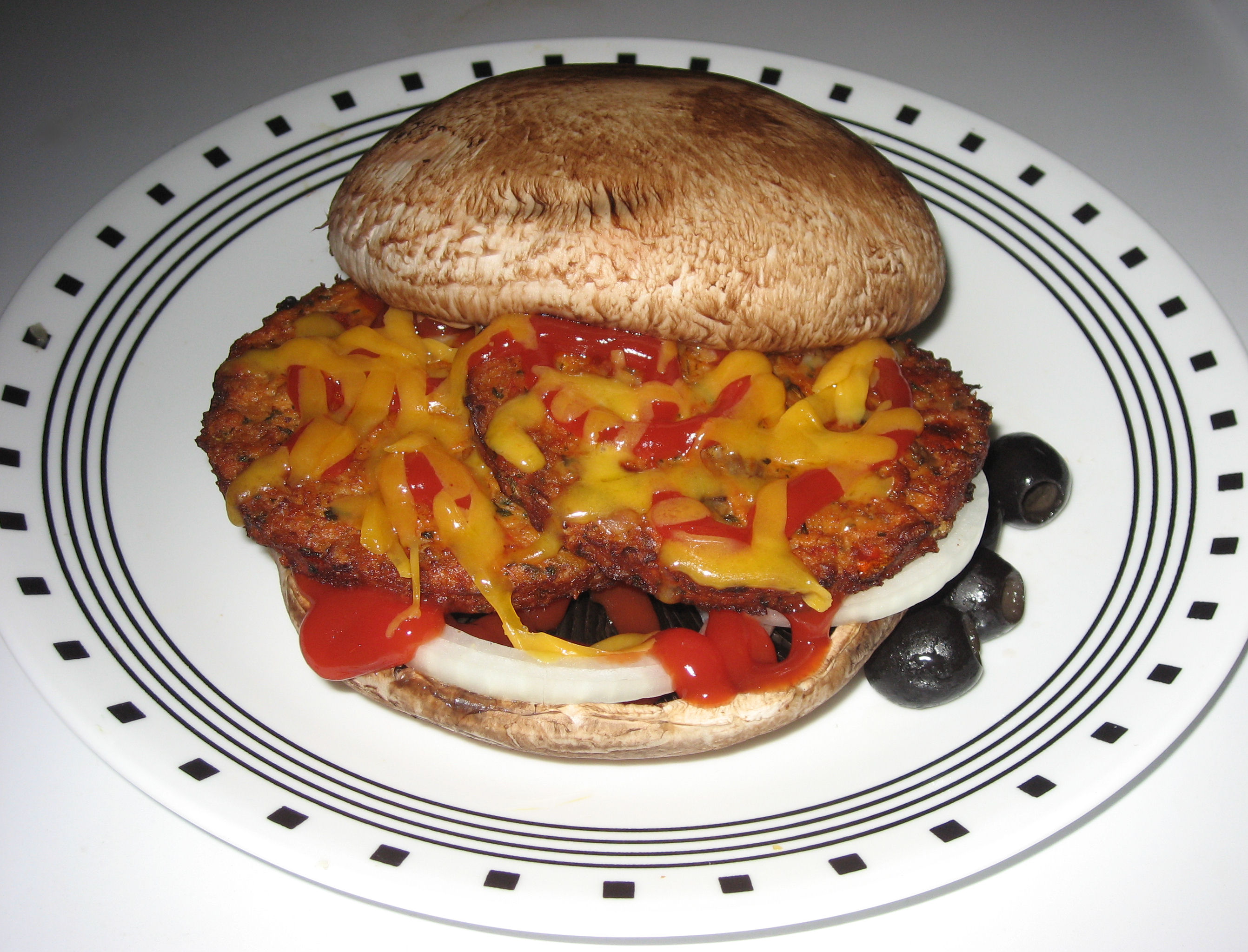
Hamburguesas vegetales vegetarianas de Morningstar Farms de tomate y albahaca con cebolla, ketchup y queso cheddar.

Morningstar Farms es una división de la Kellogg Company que produce comida vegetariana. Varios de sus productos son variaciones sin carne de productos tradicionalmente cárnicos, e incluyen algunos veganos. Morningstar es actualmente la productora de comida vegetariana más grande de los Estados Unidos.
Fue presentada por Worthington Foods en la década del 1970. Kellog adquirió Worthington Foods en octubre de 1999, momento en el cual también va adquirió Morningstar Farms.

## Productos
| "Hamburguesas vegetales" - Asian Veggie Patties - Garden Veggie Patties - Grillers Original Burger - Grillers Prime Burger - Grillers Vegan Burger - Mushroom Lover's Burger - Spicy Black Bean Burger - Tomato & Basil Pizza Burger - Classic Burger - Tex Mex Burger - Vegan Burger - Veggie Medley Burger - Thai Burger "Chik'n" (imitación de pollo) - Buffalo Wings Veggie Wings - Chik' n Nuggets - Chik Patties Original - Italian Herb Chik Patties - Original Chik'n Tenders - Roasted Herb Chik'n Perritos calientes - America's Original Veggie Dog - Veggie Corn Dogs - Mini Veggie Corn Dogs - Italian Style Sausage | Entrantes - Hickory BBQ Riblets - Chik'n Strips - Grillers Recipe Crumbles - Sausage Style Recipe Crumbles - Veggie Steak Strips Productos de desayuno - Breakfast Starters Classic Scramble - Maple Flavored Veggie Sausage Patties - Veggie Bacon Strips - Veggie Bites Country Scramble - Veggie Bites Eggs Florentine - Veggie Sausage Links - Veggie Sausage Patties Snacks - Veggie Bites Broccoli Cheddar - Veggie Bites Mushroom Mozzarella - Veggie Bites Eggs Florentine - Veggie Bites Spinach Artichoke |

### Productos especializados
Morningstar Farms oferta algunos productos hechos con soja orgánica no alterada genéticamente. Muchos de sus productos son sin colesterol, altos en fibras, bajos en grasas, veganos, naturales, y/o kosher.